# Кириенко, Владимир Сергеевич

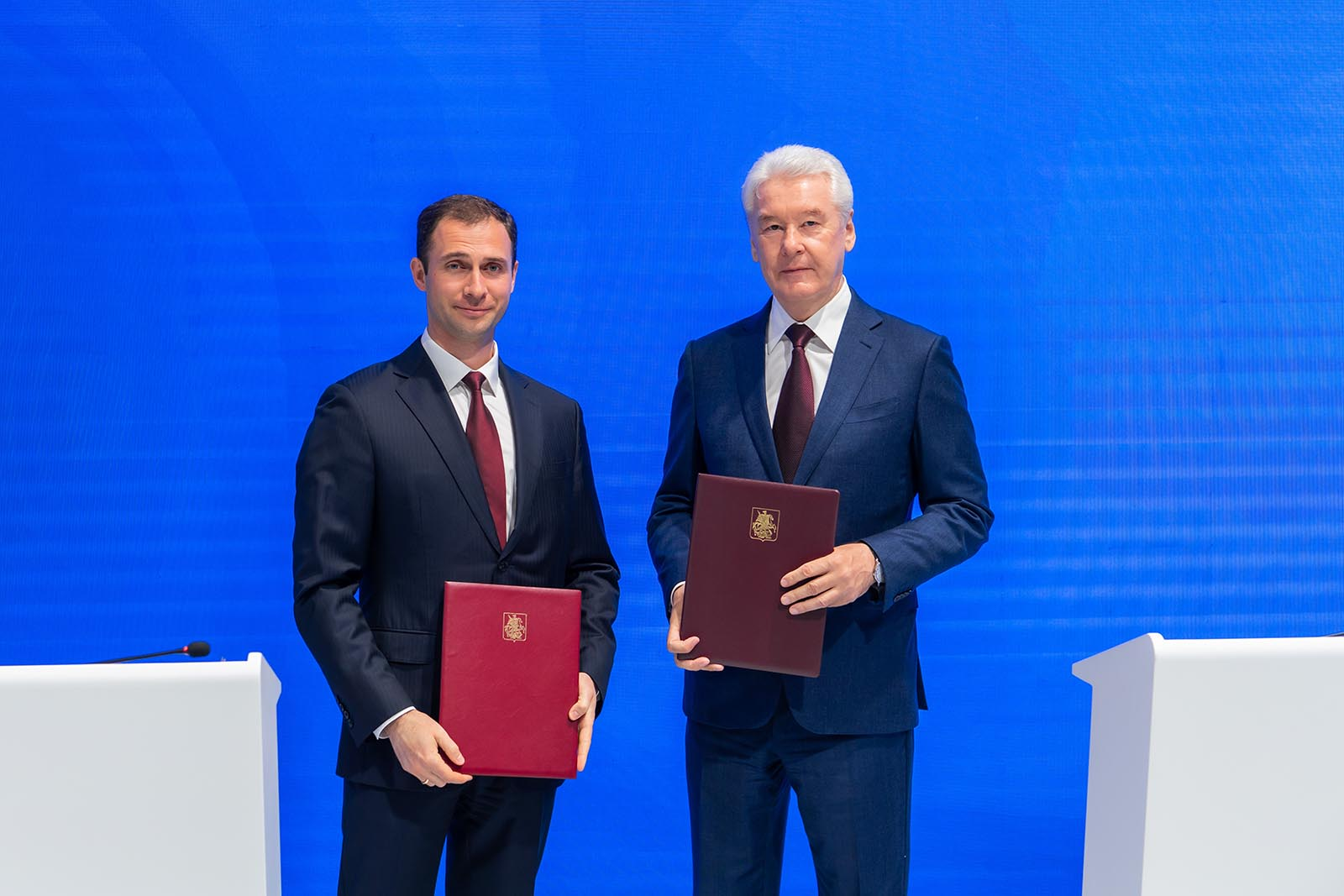
Владимир Кириенко и Сергей Собянин на Петербургском международном экономическом форуме (2022)

Владимир Сергеевич Кириенко (род. 27 мая 1983, Горький, РСФСР, СССР) — российский предприниматель и управленец, сын Сергея Кириенко. Генеральный директор технологической корпорации VK (с 2021).
В 2022 году, после признания Россией ДНР и ЛНР и вторжения России на Украину, США, Евросоюз и ряд других стран ввели против Кириенко персональные санкции

## Биография
Владимир Кириенко родился в 1983 году в семье Сергея Кириенко и его жены Марии. В 2000 году он поступил в нижегородский филиал Высшей школы экономики, а окончил вуз уже в Москве в 2005 году по специальности «финансы и кредит». В 2014 году получил степень Executive MBA в Московской школе управления «Сколково».
В начале карьеры Владимир Кириенко входил в советы директоров банка «Гарантия», созданного его отцом в 1993 году, а также ОАО АКБ «Саровбизнесбанк», слившегося с «Гарантией» в декабре 2005. Был в финансовым директором нижегородской фондовой компании «Капитал». Весной 2006 году возглавил совет директоров телекомпании «Волга», совладельцем которой был (доля составляла 52,5 %). Одновременно сохранял позицию финдиректора «Капитала». В 2008 году вошёл в совет директоров «Нижегородпромстройбанка», в мае 2011 вошедшего в «Саровбизнесбанк».
С 2009 года Владимир Кириенко был единственным владельцем многопрофильной компании «Капитал», в 2011 году стал председателем совета директоров компании. В том же году он ушёл с должностей председателя совета директоров телекомпании «Волга» и АКБ «Саровбизнесбанк», а также покинул совет директоров «Нижегородпромстройбанка». В конце года Кириенко продал свой пакет акций «Саровбизнесбанка» (50,61 %).
В 2013 году Владимир Кириенко и его партнёр Александр Айвазов открыли венчурный фонд Titanium Investments с начальным капиталом $47,8 млн. Основной капитал в фонд внёс Кириенко, вложив средства от успешной продажи доли в «Саровбизнесбанке». Titanium Investments инвестировал в российские и израильские стартапы. В конце 2016 года, после назначения в «Ростелеком», Кириенко вышел из фонда.
В конце сентября 2016 года Кириенко был назначен на пост старшего вице-президента по развитию и управлению бизнесом «Ростелекома». В компании в его обязанности входило руководство корпоративным маркетингом, координация коммерческой деятельности макрорегиональных филиалов и бизнес-функций, а также руководство новыми направлениями развития бизнеса компании. В 2017 году Кириенко был назначен на вторую должность в компании — первым вице-президентом. В «Ростелекоме» он отвечал за цифровую трансформацию бизнеса. К моменту его ухода из компании через 5 лет выручка «Ростелекома» выросла с ₽300 млрд до ₽545 млрд руб, из них около 50 % прибыли стали приносить цифровые услуги. Запускаемый при его участии Wink стал одним из лидеров по количеству пользователей и выручке среди российских онлайн-кинотеатров, также была построена сеть дата-центров, запущены новые цифровые направления — центры обработки данных и облака, информационная безопасность, цифровые регионы.
13 декабря 2021 года Владимир Кириенко был утверждён генеральным директором технологической корпорации VK (ранее — Mail.ru Group), сменив на этой должности Бориса Добродеева и покинув пост первого вице-президента «Ростелекома».

## Общественная деятельность
Владимир Кириенко с 2006 года является вице-президентом нижегородского филиала Российского союза боевых искусств. Он президент нижегородской федерации Кёкусинкай, имеет второй дан в этом виде единоборств.

## Санкции
В феврале 2022 года, после признания Россией независимости ДНР и ЛНР, США ввели персональные санкции против детей высших российских чиновников, в том числе против Кириенко. Санкции предусматривали блокировку собственности, которой Кириенко владеет напрямую или через иных лиц, и блокировку деятельности организаций, прямо или косвенно принадлежащих Кириенко на 50 % и более. Минфин США предупредил, что санкции могут быть распространены на участников сделок с Кириенко.
9 марта 2022 года санкции против Кириенко ввёл Евросоюз, отмечая что Кириенко работает в секторах экономики, обеспечивающих существенный источник доходов правительства Российской Федерации.
Также находится под санкциями Канады, Швейцарии, Австралии, Японии, Украины и Новой Зеландии.

## Семья
С 2005 года Кириенко женат на Юлии Толмачёвой (родилась в 1984). В 2007 году у супругов родился сын Сергей.